# Eskonmatala
Eskonmatala är en klippa i Finland.   Den ligger i den ekonomiska regionen  Oulunkaari  och landskapet Norra Österbotten, i den centrala delen av landet, 600 km norr om huvudstaden Helsingfors.
Terrängen runt Eskonmatala är platt. Havet är nära Eskonmatala åt sydväst.  Närmaste större samhälle är Simo stationssamhälle, 13,0 km norr om Eskonmatala. 